# Champey-sur-Moselle
Champey-sur-Moselle ist eine französische Gemeinde mit 316 Einwohnern (Stand 1. Januar 2022) im Département Meurthe-et-Moselle in der Region Grand Est (vor 2016 Lothringen). Sie gehört zum Arrondissement Nancy und zum Kanton Pont-à-Mousson.

## Geografie
Champey-sur-Moselle liegt etwa 22 Kilometer südsüdwestlich von Metz an der Mosel. Umgeben wird Champey-sur-Moselle von den Nachbargemeinden Vittonville im Norden, Lorry-Mardigny im Nordosten, Bouxières-sous-Froidmont im Osten, Pont-à-Mousson im Süden sowie Vandières im Süden und Westen.

## Bevölkerungsentwicklung
| Jahr                       | 1962 | 1968 | 1975 | 1982 | 1990 | 1999 | 2006 | 2019 |
| Einwohner                  | 173  | 210  | 200  | 268  | 324  | 324  | 317  | 332  |
| Quellen: Cassini und INSEE |      |      |      |      |      |      |      |      |

## Sehenswürdigkeiten
- Kirche Saint-Pierre aus dem 19. Jahrhundert
- Eisenbahnbrücke über die Mosel
- Schloss, Anfang des 17. Jahrhunderts erbaut

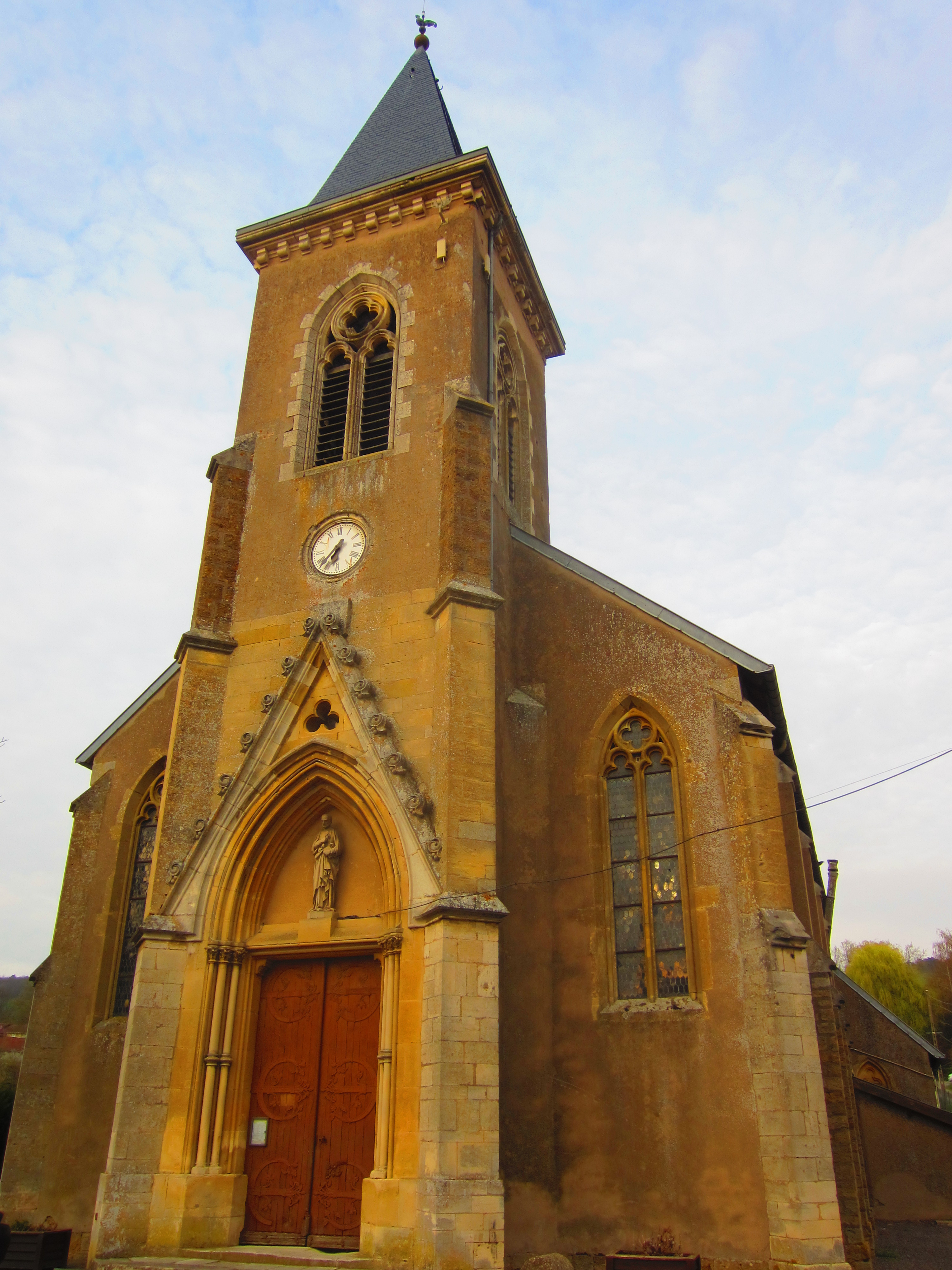
Kirche Saint-Pierre